# Rhynchosia microscias
Rhynchosia microscias är en ärtväxtart som beskrevs av William Henry Harvey. Rhynchosia microscias ingår i släktet Rhynchosia och familjen ärtväxter. Inga underarter finns listade i Catalogue of Life.